# L’Aiguillon-sur-Mer
L’Aiguillon-sur-Mer korábbi község Franciaország Loire mente régiójában, Vendée megyében. Lakosainak száma 2062 fő (2018. január 1.). L’Aiguillon-sur-Mer Grues, Saint-Michel-en-l’Herm és La Faute-sur-Mer községekkel határos.
2022. január 1-jén La Faute-sur-Mer korábbi községgel egyesült és az így létrejött L’Aiguillon-la-Presqu’île új község része lett.

## Népesség
A település népességének változása:
| Lakosok száma | 2166 | 2121 | 2134 | 2081 | 2062 |
|               | 2013 | 2015 | 2016 | 2017 | 2018 |